# Iwan Pasternak

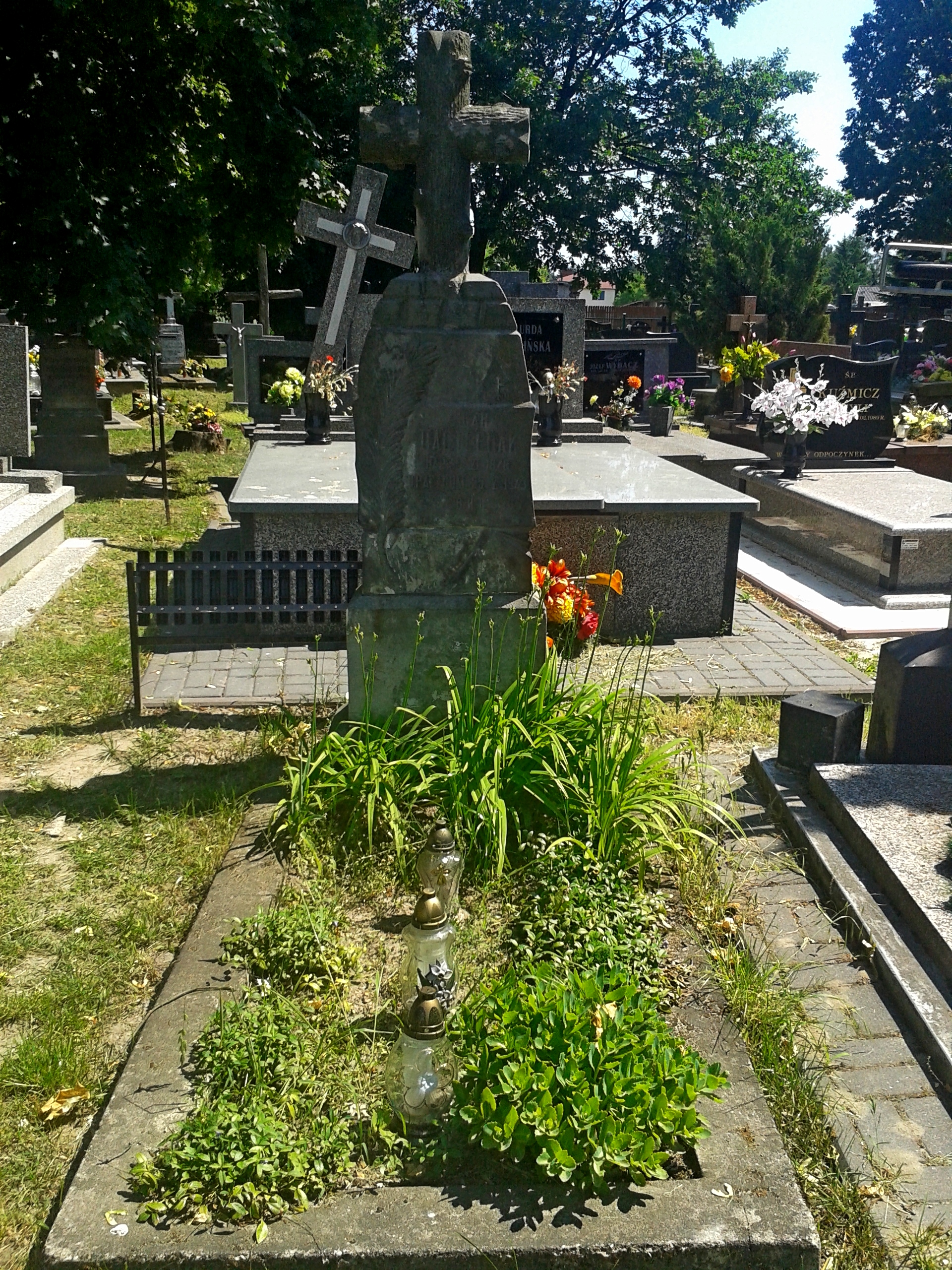
Grób Pasternaka na cmentarzu prawosławnym w Białej Podlaskiej

Iwan Pasternak, Jan Pasternak (ur. 28 czerwca 1876 w Nowym Pawłowie pow. Konstantynów, zm. 25 maja 1943 w Białej Podlaskiej) – działacz ukraińskiego ruchu narodowego na Podlasiu. Senator II Rzeczypospolitej.
Ukończył Seminarium Nauczycielskie w Białej Podlaskiej, kurs ukrainoznawstwa w Kijowie (1917) i kursy dokształcające na Uniwersytecie Warszawskim. Członek Ukraińskiej Partii Socjalistów-Federalistów, zwolennik Symona Petlury. Od 1920 rolnik i nauczyciel w Choroszczynce (pow. Biała Podlaska). Pierwszym przewodniczący zarejestrowanego w 1922 Towarzystwa Ridna Chata - nieoficjalnej filii Proswity. W latach 1922–1927 senator z listy nr 16 (Blok Mniejszości Narodowych) z województwa poleskiego. Członek Klubu Ukraińskiego. W czasie II wojny światowej był pierwszym przewodniczącym Ukraińskiego Komitetu Pomocy (UDK) w Białej Podlaskiej oraz przewodniczącym rady nadzorczej Podlaskiego Związku Ukraińskich Spółdzielców w Białej Podlaskiej.
Zmarł w szpitalu w dwa dni po skrytobójczym zamachu dokonanym przez dwóch nieznanych sprawców w jego domu we wsi Choroszczynka. Andrzej Bożyk twierdzi, że zamachu dokonała AK wykonując wyrok za zabicie przez podziemie ukraińskie dwóch Polaków. Jacek Wysocki podaje ogólnie, iż Pasternak został zamordowany przez polskie podziemie. Według Ryszarda Torzeckiego nie zginął z wyroku sądu Armii Krajowej ani Delegatury Rządu. Według Jana Kukawskiego do senatora I. Pasternaka w maju 1943 r.wczesnym rankiem strzały oddał członek AK i AL "Lotny", ponieważ kilka dni wcześniej senator ostrzegł mieszkańców Choroszczynki o planowanym napadzie na wieś.
Pochowany na cmentarzu prawosławnym w Białej Podlaskiej.